# Фогель, Андрей Магнусович
Андрей Максимович (Магнусович) Фогель (нем. Andreas Vogel; 1852—1897) — российский педагог.

## Биография
Родился 23 января (4 февраля) 1852 года в Oselshof в Валкском уезде Лифляндской губернии, где его отец занимался сельским хозяйством на арендованной земле. Отец рано умер и десятилетнего Андрея стал воспитывать его дядя А. Бруттан — инспектор городского училища в Дерпте.
После окончания Дерптской гимназии в 1869 году он поступил в Санкт-Петербургский историко-филологический институт, после окончания которого в 1873 году стал преподавал древние языки в гимназии при институте и в Ларинской гимназии; а в 1874 году, как отлично окончивший курс, по ходатайству конференции историко-филологического института был отправлен за границу для дальнейшего изучения классической филологии. Слушал в Лейпциге лекции Ричля, Ланге, Г. Курциуса; некоторое время преподавал русский язык в русской филологической семинарии.
После возвращения в Россию был назначен наставником и преподавателем латинского языка в Нежинском историко-филологическом институте Безбородко. В 1883 году был назначен исполнять должность экстраординарного профессора по кафедре римской словесности; был утверждён в этой должности после защиты в 1887 году магистерской диссертации «„Р. Terentii Afri Eunuchus“. С введением, объяснениями и критическим прибавлением» (Киев, 1884). В 1893 году стал ординарным профессором.
Умер 11 (23) октября 1897 года после продолжительной болезни.
Известны его сочинения: «О контаминации» («ЖМНП». — 1882. — № 4); «Критико-экзегетические заметки» («ЖМНП». — 1883. — № 9); «Метрические заметки» («ЖМНП». — 1883. — № 12); «Vergiliana» («ЖМНП». — 1884. — № 5);  «Избранные элегии Публия Овидия. С кратким очерком жизни и деятельности Овидия и с русскими примечаниями» (Киев, 1884) и др.